# Великобагачанська селищна територіальна громада
Великобагачанська селищна об'єднана територіальна громада — об'єднана територіальна громада в Україні, у Миргородському районі Полтавської області. Адміністративний центр — селище Велика Багачка.
Площа громади — 332,63 км², населення — 10 364 мешканці (2018).
Утворена 12 жовтня 2016 року шляхом об'єднання Великобагачанської селищної ради та Багачанської Першої, Радивонівської, Степанівської, Якимівської сільських рад Великобагачанського району.

## Населені пункти
До складу громади входять 1 селище (Велика Багачка) і 28 сiл: Багачка Перша, Байрак, Балюки, Бехтерщина, Буряківщина, Бутова Долина, Володимирівка, Гарнокут, Довгалівка, Затон, Іванівка, Кротівщина, Лукаші, Мала Решетилівка, Мар'янівка, Перекопівка, Пилипенки, Пушкареве, Радивонівка, Семенівка, Скибівщина, Степанівка, Стефанівщина, Суржки, Шепелі, Широка Долина, Широке та Якимове.